# Piparskär och Stora Måsskär
Piparskär och Stora Måsskär med Lilla Måsskär är en ö i Åland (Finland). Den ligger i Skärgårdshavet och i kommunen Brändö i landskapet Åland, i den sydvästra delen av landet. Ön ligger omkring 66 kilometer öster om Mariehamn och omkring 210 kilometer väster om Helsingfors.
Öns area är 30,2 hektar och dess största längd är 1,1 kilometer i sydöst-nordvästlig riktning. Ön höjer sig omkring 15 meter över havsytan.

## Delöar och uddar
- Piparskär 60°18′18″N 21°03′47″Ö / 60.3051°N 21.06298°Ö
- Stora Måsskär 60°18′09″N 21°04′13″Ö / 60.30259°N 21.07035°Ö
- Lilla Måsskär 60°18′00″N 21°04′20″Ö / 60.29989°N 21.0723°Ö